# Järnboås (paroisse)

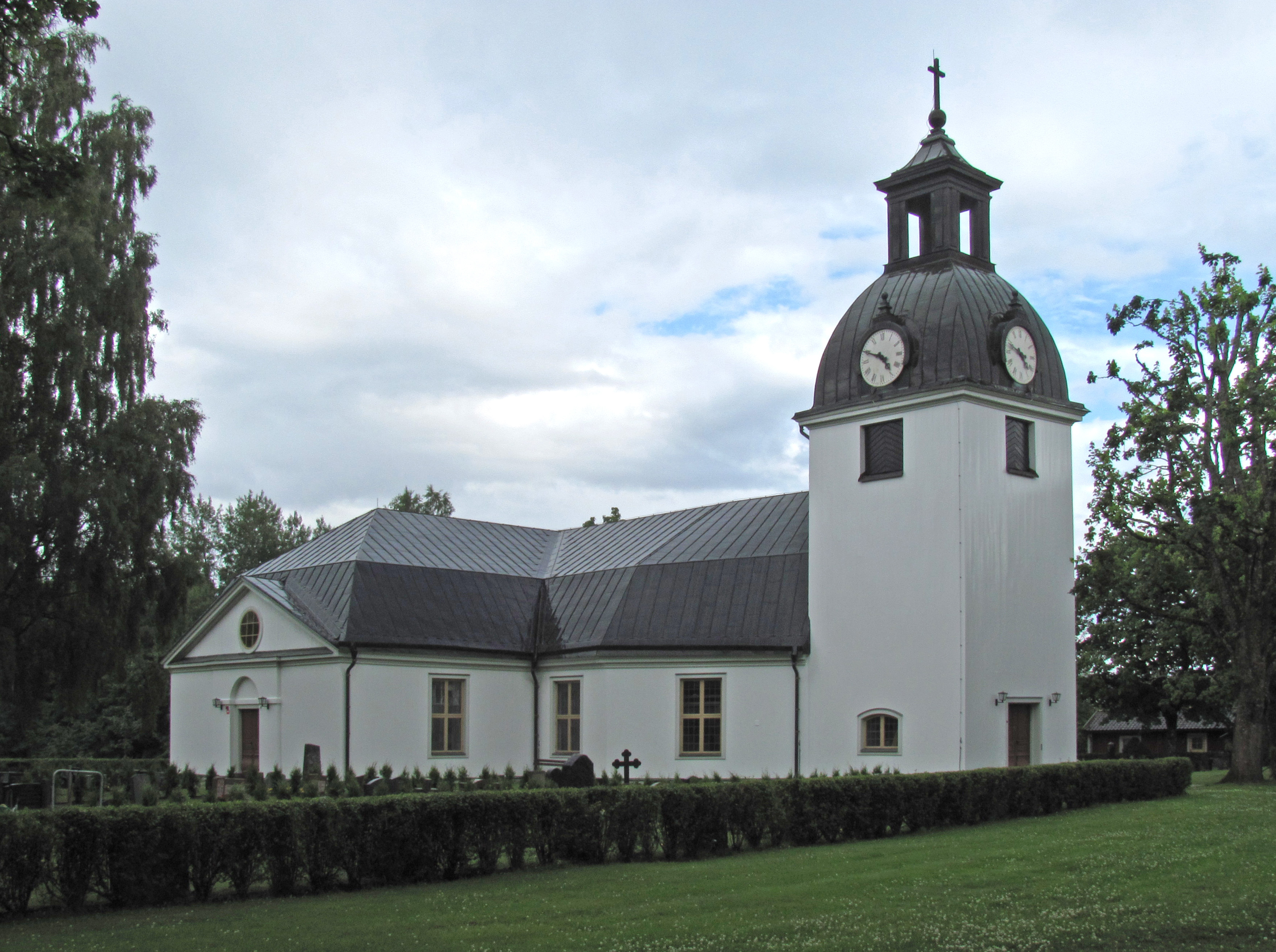
L' en 2011.

La paroisse de Järnboås est une paroisse du comté suédois d'Örebro et de la province historique de Västmanland.
La paroisse faisait partie du hundred historique de Nora och Hjulsjö bergslag (sv). Depuis 1971, la paroisse est intégrée à la commune de Nora.
La paroise couvre 133,34 km², dont 118,33 de terre sèche. En 2000, 646 habitants y vivaient. Les villages de Nyhyttan (sv) et de Järnboås (sv) en sont les principales agglomérations. 

## Histoire
À Noraskog (sv), des fouilles archéologiques ont permis d'identifier les traces de hauts fourneaux parmi les plus anciens d'Europe, datant peut-être de 1100. 